# Arnault Tzanck
Arnault Tzanck (né le 18 avril 1886 à Vladicaucase, en Ossétie du Nord, et mort le 7 février 1954 à Neuilly-sur-Seine) est un médecin français et un des pionniers de la transfusion sanguine bien que sa spécialité fut la dermatologie. Il est l'inventeur du cytodiagnostic de Tzanck. Il est le fondateur du premier centre de transfusion sanguine au monde.
Ses deux élèves les plus connus sont Jean-Pierre Soulier, et Jean Dausset qui rapporta un aphorisme d'Arnault Tzanck : « Pourquoi croire quand on peut savoir ? ».

## Biographie

### Enfance
Né à Vladicaucase en Russie dans une famille juive, Arnault Tzanck est le cadet d'une fratrie de cinq enfants comptant parmi eux le Dr Daniel Tzanck (1874-1964). Alors qu'il n'a que quatre ans, face à la montée de l'antisémitisme en Russie, la famille décide de traverser le Caucase pour rejoindre la Géorgie puis la France. Ils s'installent à Paris et le père ouvre une fabrique de kéfir. Arnault suit alors sa scolarité au lycée Montaigne.

### Études de médecine et Première Guerre mondiale
Il étudie ensuite la médecine et devient interne des hôpitaux de Paris, en dermatologie et vénérologie, en 1904 puis entre 1910 et 1914,, dans les services de Jean Darier, Ravault et Beurman. Il soutient sa thèse sur le "Traitement de la paralysie générale" en 1914. Il exerce ensuite en tant que chef de service à l'hôpital Broca et à Saint-Louis.
Avant la Première Guerre mondiale, durant son internat, Tzanck passe du temps avec de nombreux artistes, musiciens et écrivains, issus de l'immigration pour beaucoup d'entre eux. Il rencontra ainsi Guillaume Apollinaire, Henri-Pierre Roché et Marie Laurencin avec qui il aura une brève relation.
Lorsque la Première Guerre mondiale éclate, Tzanck est en train de finir sa thèse. En 1915, nouvellement marié avec un fils, il est envoyé au front comme ses collègues internes et est assigné au service de chirurgie ambulatoire dirigé par le chirurgien Antonin Gosset, un des pionniers français de la transfusion sanguine. Cette période marqua un tournant dans sa vie : il obtint la nationalité française et les scènes dont il fut témoin lui firent prendre conscience du rôle important que pourrait avoir la transfusion sanguine. La première transfusion a lieu le 16 octobre 1914 à l'hôpital de Biarritz et fut réalisé par Isidore Colas qui donna son sang après une blessure à la jambe au caporal Henry Legrain alors en choc hémorragique. À la fin de la guerre, 44 transfusions furent rapportées en France, sans encore avoir conscience des différences et implications des groupes sanguins. Les donneurs étaient généralement des patients en cours de guérison ou des infirmières d'hôpitaux militaires.
Après sa démobilisation, Tzanck reçoit la croix de Guerre et retourne continuer son internat en dermatologie à l'hôpital Saint-Louis mais cette fois-ci en consacrant une partie de son temps à l'hématologie. Avec le retour des autres médecins de la guerre, la transfusion devient désormais un outil thérapeutique essentiel pour éviter le choc hémorragique. Apparaît chez Tzanck une autre raison le poussant à s'intéresser à cette pratique : le décès de sa sœur d'une hémorragie obstétrique.

### Premiers centres de transfusion sanguine
En 1928 Tzanck fonde le premier centre de transfusion sanguine, au niveau mondial, à l'hôpital Saint-Antoine sous le nom d’« Œuvre de la Transfusion Sanguine d’Urgence », accueilli avec scepticisme par l'administration de l'hôpital. Il est aidé de Grosset, son mentor pendant la guerre, d'Edmond Levy-Solal, obstétricien à la maternité Saint-Antoine et de nombreuses femmes de l'aristocratie,. L'activité du centre s'accroît et reçoit des demandes de transfusion de tout Paris. Plus de 200 transfusions sont réalisées en 1929, presque 800 l'année suivante, 2000 en 1931, presque 4000 en 1932 et 8000 l'année d'après. Entre 1933 et 1939, un total de 35 000 transfusions seront réalisées dans les hôpitaux de Paris. Le centre fut qualifié d'utilité publique en 1931. Une étude a posteriori, basée sur le registre des dix premières années du service, montra que le temps entre l'appel pour la demande de don et la transfusion se situait entre 5 et 25 minutes. Le nombre de mère mourant d'hémorragie à la maternité de l'hôpital baissa drastiquement avant de disparaître. Les donneurs étaient récompensés 1 franc/cm3 de sang donné, frais couverts initialement par l'Assistance publique de Paris.
Avec l'accord du préfet de Paris, Tzanck donne des cours régulièrement aux policiers pour les convaincre de donner leur sang. Peu après, ce fut au tour des pompiers de Paris d'être sollicités, puisqu'ils avaient l'avantage d'être toujours d'astreinte. Parfois les médecins en service donnaient aussi leur propre sang. Tzanck lui-même aurait rapporté avoir donné son sang plus de 200 fois durant sa vie, même après l'âge maximum réglementaire des 60 ans qu'il avait lui-même fixé.
Tzanck travailla également sur les techniques d'exsanguinotransfusion et de "lavage du sang", précurseur de l'hémodialyse, et fut un des pionniers dans ce domaine.
En mai 1932, Paul Doumer, alors président de la République française, se fait tirer dessus à trois reprises par Paul Gorguloff à Paris. Il est évacué à l'hôpital Beaujon où les médecins constatent que son artère brachiale a été sectionné. Tzanck, reconnu comme étant le spécialiste de la transfusion, est appelé et part immédiatement accompagné de son assistante qu'il savait donneuse universelle. Malheureusement, Tzanck arrive trop tard et Doumer meurt dans la nuit malgré plusieurs transfusions.
La même année, il écrit Immunité-intolérance, biophylaxie, où il développe le concept d'intolérance pour expliquer une variété de réactions dermatologiques, se rapprochant à grands pas de la notion d'hypersensibilité.
En 1937, la première banque de sang ouvrit à Chicago et Tzanck abandonna graduellement la transfusion bras à bras pour adopter également le stockage de sang dans des bocaux en verre avec du citrate. Il devient la même année président du Centre de transfusion sanguine et de recherche hématologique, fondé par une mécène, Mme Raba Deutsch de la Meurthe, à l'hôpital Saint-Antoine. L'Assistance publique approuva et donna un terrain. Le nouveau bâtiment fut inauguré en juin 1938 par Marc Rucart, ministre de la Santé de l'époque.

### Seconde Guerre mondiale
En septembre 1939, lorsque la Seconde Guerre mondiale éclate, Tzanck est mobilisé, cette fois au rang de lieutenant-colonel et a pour mission d'organiser un centre de transfusion à Blois. Avec le soutien du ministre de la Santé et le département santé de l'armée, il gère l'organisation des transfusions militaires et développe un réseau national de transfusion reliant tous les centres du pays, créés sur le modèle de son centre parisien.
Après la défaite de la France et l'armistice en 1940, Tzanck retourne dans son service de dermatologie à l'hôpital Saint-Louis mais durant l'été, la presse antisémite multiplie les attaques contre les médecins juifs, appelant au boycott et publiant leurs noms et adresses. Tzanck du fait de sa notoriété publique fut alors l'objet d'une campagne de haine violente. En août 1940, les étrangers sont interdits d'exercer leur profession, y compris ceux ayant acquis la nationalité après 1927 et ceux nés en France de pères étrangers. En octobre 1940, il devient illégal pour un juif d'être professeur, chef de clinique ou assistant, Tzanck part alors avec sa famille en zone libre puis traverse les Pyrénées pour échapper à l'arrestation et la déportation. En Espagne, des médecins l'aident à se cacher et à se procurer un visa pour trouver refuge au Chili.
En 1944, il rallie les Forces françaises combattantes à Alger avant de reprendre son service à l'hôpital Saint-Louis.

### Suite de sa carrière
En 1947, il développe un simple test utilisant l'analyse microscopique de raclures issues lésions cancéreuses de la peau, différents ganglions, et quelques formes de dermatite, particulièrement les pemphigus. Aujourd'hui appelé le cytodiagnostic de Tzanck, il reste encore utilisé par les dermatologues.
En 1949, Arnault Tzanck crée le Centre national de transfusion sanguine, rue Alexandre-Cabanel (dans le 15e arrondissement de Paris) et la Fédération nationale de donneurs bénévoles dont il sera le président d'honneur. Il accepte de consacrer le deuxième étage de ce centre à un laboratoire de recherches médicales sur le sang. Il y accueille notamment, Jean Dausset, Marcel Bessis et Jean-Pierre Soulier, un spécialiste de l'homéostase qui succédera à Tzanck comme président du centre de transfusion.
Il est également un des inspirateurs de la loi du 21 juillet 1952, réglementant les principes éthiques du don de sang. Selon cette loi, « le sang et ses dérivés ne sont pas des médicaments, ne constituent pas un bien du commerce, comme issu du corps humain. »
Il est aussi le créateur de la Revue d'hématologie.
Après la mort de sa femme pendant l'occupation allemande, Tzanck renoue après la Seconde Guerre mondiale avec la peintre Marie Laurencin, dont il posséda plusieurs œuvres,.

### Décès
Il décède le 7 février 1954 à Neuilly-sur-Seine, la veille du 5e congrès international de la transfusion sanguine, après une infection intestinale grave, et est enterré au cimetière du Montparnasse,. Son fils René, né en 1915, deviendra lui aussi médecin et écrivain.

## Publications
Au cours de sa carrière, Tzanck publia presque 500 articles scientifiques en infectiologie, dermatologie, hématologie et cytologie, dont :
- Les Groupes sanguins chez l'homme (1953) de Jacques Ruffié avec Arnault Tzanck (1886-1954) comme préfacier
- Techniques de détermination des groupes sanguins appliquées à la transfusion (1949) de Jean Moullec avec Arnault Tzanck (1886-1954) comme préfacier
- Cytologie sanguine normale et pathologique (1948) de Marcel Bessis avec Arnault Tzanck (1886-1954) comme préfacier
- Précis de dermatologie (1947)
- Quelques vérités premières, ou soi-disant telles, sur la transfusion sanguine (1945)
- Réanimation et transfusion sanguine (1945)
- La Conscience créatrice : entretiens sur la vie et la pensée (1944)
- Jean Darier, 1856-1938 (1938)
- Étude critique de certains tests des états d'intolérance (1935)
- Discrimination des états cutanés d'intolérance d'après 100 observations cliniques (1935)
- De l'Appellation à donner aux tests cutanés (1935)
- La Notion de terrain ; son importance doctrinale (1934)
- Dermite artificielle au diachylon, réaction cutanée positive retardée (1934)
- Contribution à l'étude des tests cutanés des états d'intolérance (1934)
- Adénopathie syphilitique simulant complètement la maladie de Hodgkin (1934)
- Détermination des compatibilités sanguines : valeur comparée de diverses épreuves (1934)
- Traitement du lichen plan par les injections de lait (1934)
- Les Intolérances rénales (1934)
- Lichen plan et érythrodermie (1934)
- Accidents des traitements anti-syphilitiques et terrain hépatique : intoxication ? intolérance ? anaphylaxie ? (1933)
- Les Érythèmes polymorphes : maladie infectieuse ou réaction d'intolérance (1933)
- À propos des érythèmes arsénobenzoliques : de la nécessité de définir les termes employés (1933)
- Traitement du psoriasis par les injections de lait, thérapeutique biophylactique (1933)
- Problèmes théoriques et pratiques de la transfusion sanguine. Dix leçons : indications, groupes sanguins, accidents, technique, organisation, hémothérapie, phylacto-transfusion, immunotransfusion (1933)
- Anaphylaxie alimentaire et intolérance digestive (1933)
- Allergie : dix sens différents pour un même terme (1933)
- Application de la technique d'Auregan au traitement des verrues plantaires et des durillons douloureux (1933)
- L'Érythrodermie, intolérance cutanée : contribution à l'étude des accidents de la chimiothérapie (1933)
- Les Doctrines médicales (1933)
- Application de la technique d'Auregan au traitement des verrues plantaires et des durillons douloureux (1933)
- La Circulation de retour, étude physiologique et pathogénique (1932)
- De l'Immuno-transfusion chez l'enfant (1932)
- Les Accidents de la chimiothérapie : intoxication, biotropisme, intolérance (1932)
- Les Groupes sanguins et les accidents de la transfusion (1932)
- Immunité, intolérance, biophylaxie, doctrine biologique et médecine expérimen (1932)
- Intolérance et dystrophie endothélio-plasmatiques (1932)
- Les Immuno-transfusions dans l'infection puerpérale (1931)
- Le Traitement actuel de l'eczéma (1931)
- Intolérance digestive et anaphylaxie alimentaire (1931)
- Quelques définitions biologiques (1930)
- Les Bases physiologiques de la transfusion sanguine pour hémorragie (1930)
- De la Mort par hémorragie (1930)
- La Transfusion sanguine en obstétrique (1927)
- Traitement de la paralysie générale. Méthode combinée intraveineuse et intrarachidienne (1914)

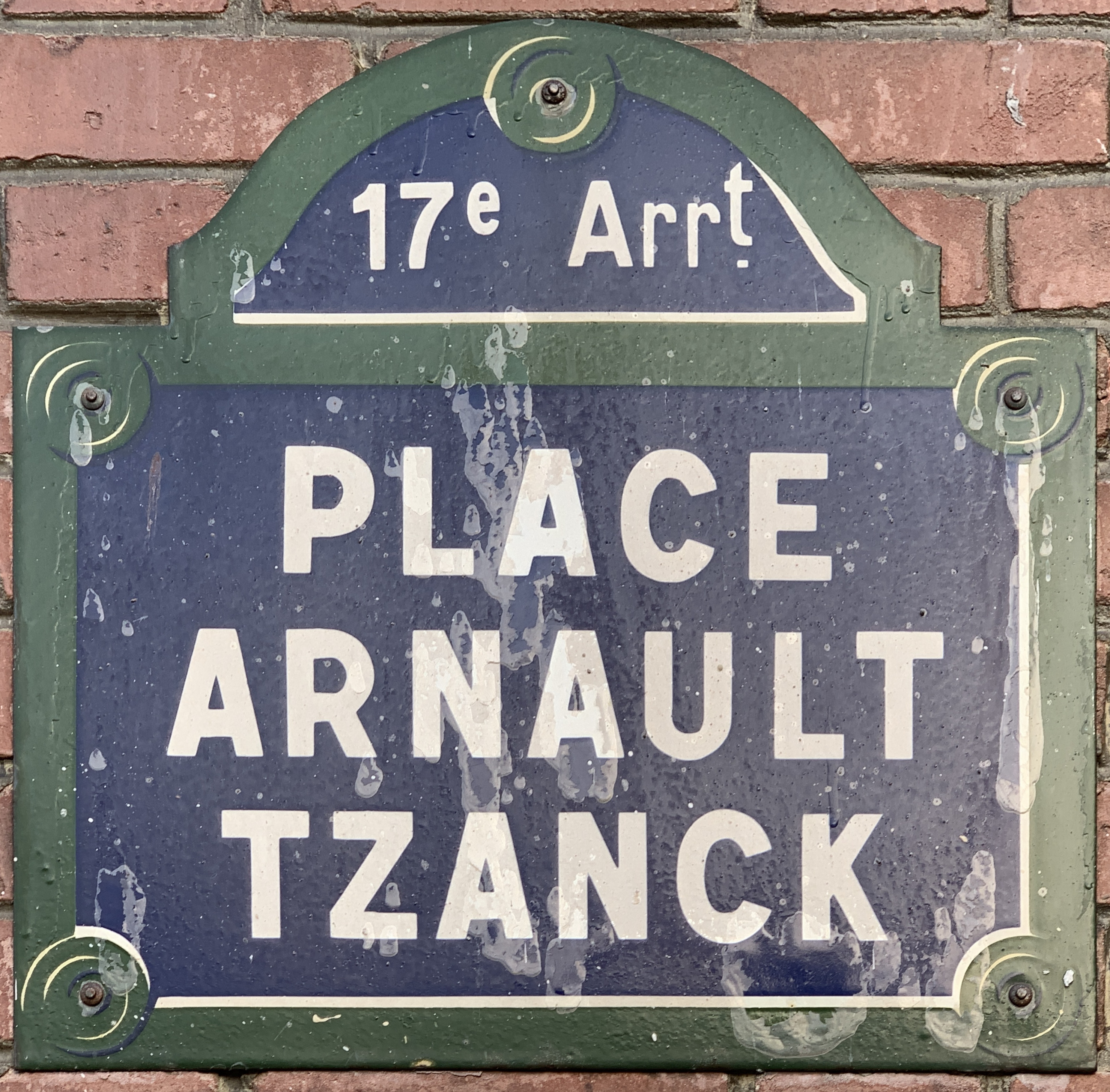
Place Arnault-Tzanck, Paris XVII

## Décorations
- Chevalier de la Légion d'honneur
- Croix de guerre 1914-1918

## Hommages
- L'institut Arnault-Tzanck à Saint-Laurent-du-Var.
- La place Arnault Tzanck lui rend hommage à Paris 17e depuis 1974.